# Pouzolles
Pouzolles (okzitanisch: Posòlas) ist eine französische Gemeinde mit 1.214 Einwohnern (Stand 1. Januar 2022) im Département Hérault in der Region Okzitanien. Sie gehört zum Arrondissement Béziers und zum Kanton Cazouls-lès-Béziers.

## Lage
Die Gemeinde Pouzolles liegt etwa 16 Kilometer nordnordöstlich von Béziers am Fluss Thongue. Im Westen verläuft sein Zufluss Lène. Umgeben wird Pouzolles von den Nachbargemeinden Gabian im Norden, Roujan im Nordosten, Margon im Osten, Abeilhan im Südosten, Coulobres im Süden, Puissalicon im Südwesten sowie Magalas im Westen.

## Bevölkerungsentwicklung
| Jahr                       | 1962 | 1968 | 1975 | 1982 | 1990 | 1999 | 2010 | 2020 |
| Einwohner                  | 877  | 855  | 788  | 765  | 762  | 781  | 1060 | 1173 |
| Quellen: Cassini und INSEE |      |      |      |      |      |      |      |      |

## Sehenswürdigkeiten

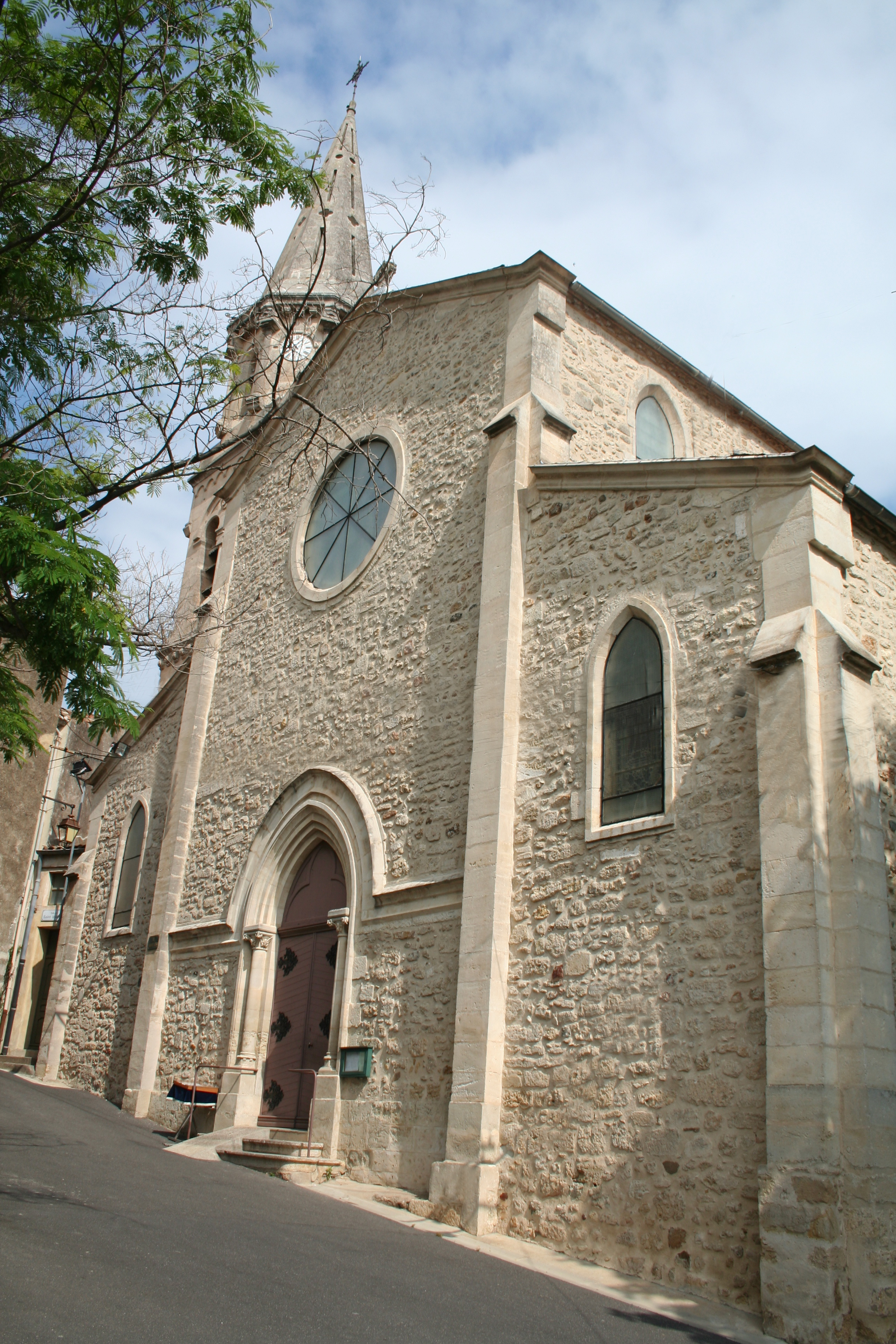
Kirche Saint-Martin
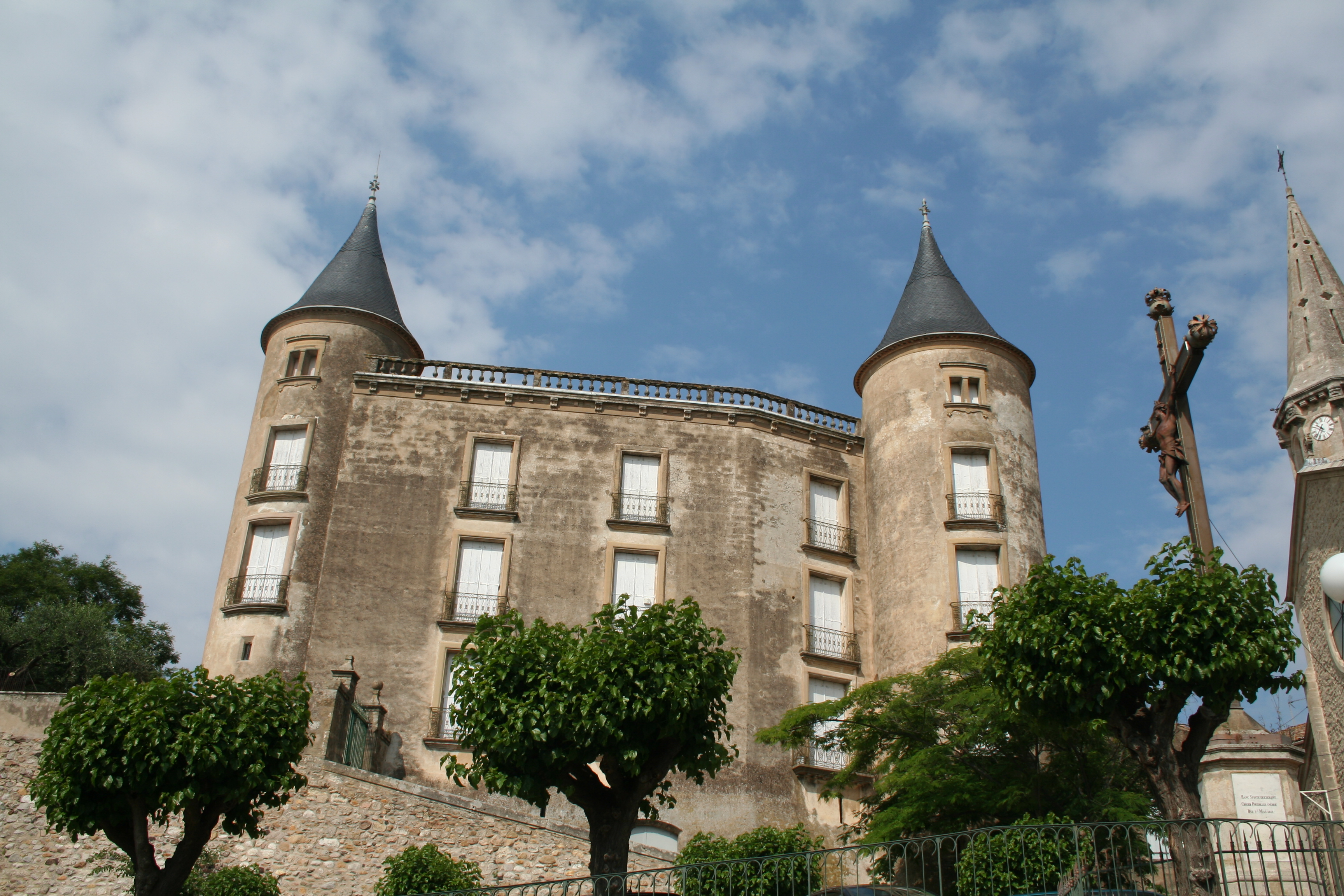
Schloss Pouzolles
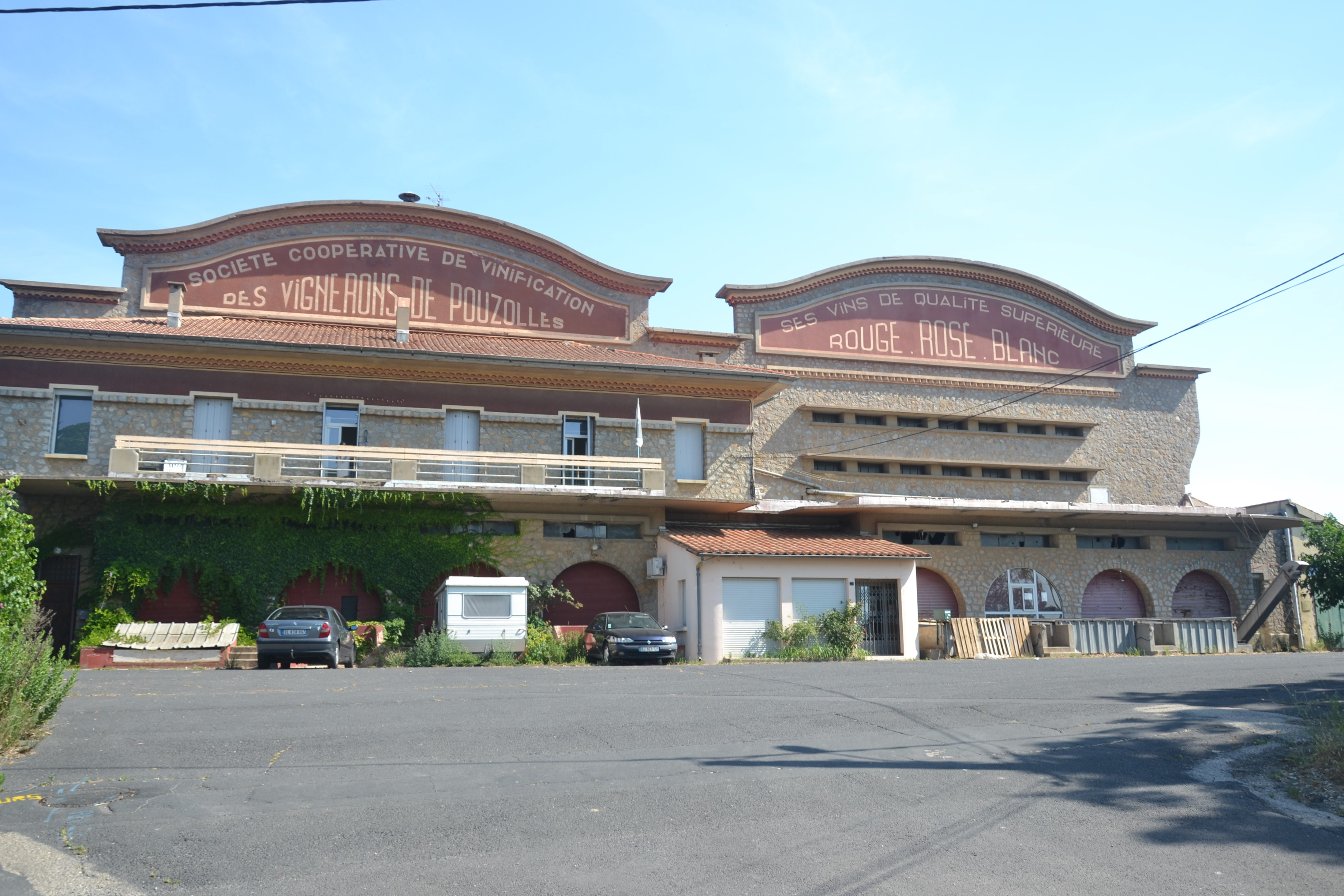
Haus der Weinbau-Kooperative

- Kirche Saint-Martin
- Schloss Pouzolles
- Haus der Weinbau-Kooperative